# Phanoperla nervosa
Phanoperla nervosa és una espècie d'insecte plecòpter pertanyent a la família dels pèrlids que es troba a Malèsia: l'illa de Borneo.